# Vera Cruz de Caspe

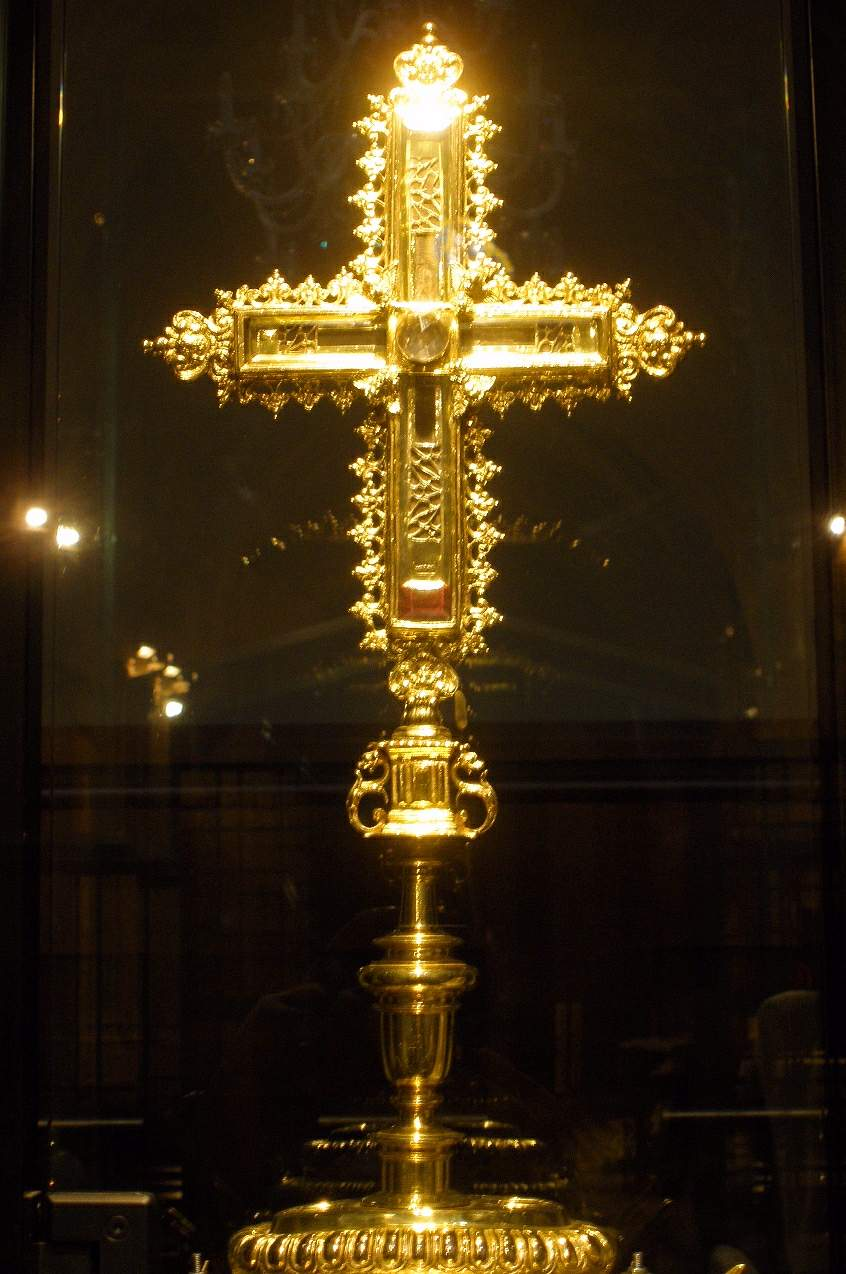
Relicario del Lignum Crucis

La Vera Cruz de Caspe es una de las reliquias más importantes de la cristiandad. Se trata de uno de los fragmentos más grandes del mundo de la cruz en la que murió Cristo (Lignum crucis), solo por detrás de los de París y Santo Toribio de Liébana.
La cruz, de 20×18 cm, está protegida por un relicario gótico de oro y otro de plata del siglo XVIII. Esta pieza destaca por su valor histórico, religioso y artístico.

## Historia
Este fragmento de madera, apareció en Jerusalén en el siglo IV después de Cristo y viajó más tarde hasta Roma, donde el Papa Clemente VII lo convirtió en su pectoral. En 1394, pocos días antes de morir, se lo regaló a su gran amigo y consejero Juan Fernández de Heredia. Este relevante político del siglo XIV donaría posteriormente a la ciudad de Caspe dicho fragmento. No en vano, estuvo muy unido a esta ciudad, acercándose a esta villa en multitud de ocasiones. En una de ellas ordenó la construcción de un convento dedicado a la Orden de San Juan de Jerusalén. Este convento acogió la reliquia hasta que posteriormente fue trasladada a la Colegiata Santa María la Mayor. Aquí permaneció hasta el año 1936, fecha en la que un 'caspolino' (natural de Caspe) se la llevó junto al Cáliz del Compromiso a un lugar desconocido para que no fuese destruida durante la guerra civil española, que fue especialmente violenta en esta zona. Acabada la contienda, la reliquia fue devuelta a la Colegiata, pero debido al mal estado de la iglesia, permaneció guardada en la caja fuerte de una entidad bancaria durante 75 años, oculta por tanto a la vista de los fieles y devotos. 
Recientemente y tras la finalización de las obras de acondicionamiento de la 'Capilla de la Vera Cruz' en la Colegiata Mayor, vuelve a ser expuesta al público.

## Capilla de la Vera Cruz

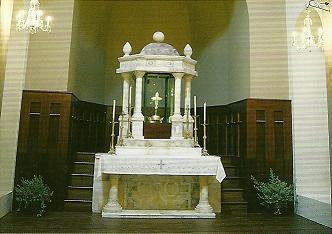
Capilla reformada recientemente para convertirse en la ubicación definitiva de la Vera Cruz de Caspe

Esta valiosa reliquia necesitaba de un lugar digno donde alojarse dentro de la colegiata y que fuese a su vez el marco perfecto para su exposición al público.
Las primeras obras en la capilla se pusieron en marcha en 1991, pero no ha sido hasta el año 2011 cuando se han podido terminar las tareas de acondicionamiento y que han sido financiadas con fondos del Plan de Dinaminación del Producto Turístico. En esta última fase, se ha restaurado el tabernáculo y acondicionado el espacio, instalando sistemas de climatización y seguridad.
La capilla se ha diseñado sencilla y sobria, dando importancia al tesoro que acoge en su interior: La Vera Cruz.
Antaño, se pasaba por detrás del tabernáculo a los recién nacidos y la Junta Local de Ganaderos hacía una fiesta anual en honor a la Vera Cruz.

## Semana Santa
Cada Viernes Santo y dentro de los actos de la Semana Santa de Caspe, la Vera Cruz es conducida por las calles de la Villa para que sus habitantes demuestren la devoción que profesan a esta reliquia.
La Semana Santa Caspolina ofrece a vecinos y visitantes una procesión que resulta muy espectacular por lo llamativo y la vistosidad de los pasos, acompañados de los tambores, bombos y cornetas del Bajo Aragón Zaragozano que portan sus cofradías.
La Semana Santa es la rememoración de la muerte de Cristo en la Cruz y por tanto, la reliquia de la Vera Cruz adquiere un significado fundamental en esta celebración. Es por tanto el elemento que aglutina las pasiones y sentimientos de los fieles. La Hermandad de la Vera Cruz de Caspe es la encargada de portar en las procesiones el relicario que contiene el fragmento de la Cruz Verdadera. 
La Semana Santa de Caspe está declarada 'Fiesta de Interés Turístico en Aragón'

## Turismo religioso

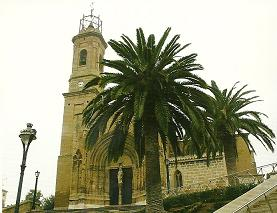
Colegiata de Santa María la Mayor (Caspe); antigua mezquita transformada en templo románico durante el. parte de lo que fue la acrópolis construida por la orden militar de San Juan.

No resulta extraño, que en un país con tanto patrimonio religioso y de una arraigada tradición cristiana, este tipo de turismo sea uno de los grandes generadores de tránsito de personas. Desde los orígenes de la humanidad, las motivaciones religiosas hacen que los hombres y mujeres se desplacen en peregrinación de un lugar a otro. Este tipo de motivaciones, lejos de aminorar, aumentan de forma constante, ya que le fe y la devoción van en la misma dirección.
La comarca del Bajo Aragón-Caspe no es ajena a este fenómeno y por ello está dedicando grandes esfuerzos a ofrecer un producto turístico religioso de calidad. La comarca cuenta con la Vera Cruz y el Cáliz del Compromiso como principales atractivos de este tipo de turismo.